# 홈스테드 법
홈스테드 법(Homestead Act) 또는 자영 농지법은 1862년 미국에서 제정된 법률이다. 미국 서부의 미개발 토지를 한 구역당 160 에이커(약 20만평) 씩 무상으로 제공한다는 내용으로 자영 농지법이라고도 불린다. 토지를 불하를 받고자하는 신청자는 21세 이상이어야 하며, 파티션을 설치하고 12피트 x 14피트 (3.6 x 4.3m) 이상 크기의 집을 짓고, 최소 5년 동안 농사를 지어야 했다.
이것은 1860년에 1차로 연방의회를 통과하였으나 남부 출신의 제임스 뷰캐넌 대통령에 의해 저지되었다. 이후 남부의 탈퇴로 이 법안은 1862년 5월 20일에 에이브러햄 링컨이 대통령이 서명하여 발효되었다.
법안의 주요 내용은 공포 후 5년간 13개의 식민지 주 바깥에 거주한 사람에게 160~640 에이커의 미개발 토지를 무상으로 주는 것이었다. 이러한 무상 증여는 세 단계에 걸쳐 이루어졌다.
1. 첫째, 신청서 작성
2. 둘째, 토지 개발
3. 셋째, 증서 작성

미국에 적대적인 행동을 취한 적이 없는 사람(해방 노예 포함)이면 누구나 이 법에 따라 토지를 증여받을 수 있었다. 이 법의 결과로 1862년에서 1986년 동안 160만의 자영농이 새로 불하를 받았으며, 이들의 면적은 총 2억 7천 에이커(약 110만 km2)에 달했다. 이는 미국 총 면적의 10%에 달한다.

## 배경
홈스테드법은 1841년 선매권법에 의한 공유지 제공 제도를 더욱 자유화할 의도로 제정되었다. 미국 정치사에서 요먼(독립 자영농)이라는 개념이 전통적으로 우세했고, 홈스테드법으로 그 수를 늘리려는 움직임은 1850년대부터 존재하고 있었다. 그러나 자영농을 늘릴 경우 대규모 농장(플랜테이션) 경제에 의존하는 남부의 노예 제도를 위협할 수 있었기 때문에 남부는 강하게 반발했다. 조지 헨리 에반스와 호레이스 그릴리가 홈스테드법 제정에 중요한 역할을 했다. 토지 무상 제공을 요구하는 활동은 1844년에 시작되어 수차례 의회에 상정되었으나 계속 폐기되고 있었다. 결국 이 법안은 남부 지방이 미합중국에서 탈퇴 하여, 의회를 떠난 1861년에 반대없이 의회를 통과할 수 있었다.

### 홈스테드법의 종료
1976년 《연방 토지 정책 및 관리법》의 통과로 홈스테드법은 폐지되었다.
이 법은 공유지의 가장 좋은 용도는 정부의 관리 하에 두는 것이라는 미 연방 정부의 생각을 나타낸 것이다. 이 새로운 정책의 유일한 예외는 알래스카이며, 그곳에서는 1986년까지 토지의 취득을 인정 받았다.
홈스테드 법에 의한 마지막 불하 신청은 알래스카주 남서부에 있는 스토니 강가의 토지 80에이커(32 헥타르)에 대한 케네스 디아도어의 신청이었다. 디어도어는 1979년에 홈스테드법에 규정된 요구 사항을 모두 충족했지만, 실제로 인정된 것은 1988년 5월이었다. 그래서 디어도어가 홈스테드법 하에 토지의 소유권을 인정받은 마지막 사람이 되었다.

### 부정행위와 법인의 이용
홈스테드 법은 처음부터 악용될 소지가 많은 법이었다. 홈스테드 법이 목표한 것은 농지로 사용되는 토지의 활용이었다. 하지만 로키산맥에서 서부 불모의 땅은 640에이커 (256 헥타르)에서도 수익을 창출하기 곤란했다 (적어도 공공 투자에 의한 관개 시설이 확충되기 이전에는). 이러한 지역에서는 본래의 목적에서 벗어나, 특히 물과 같은 자원을 차지하기 위해 홈스테드법이 이용되었다. 자주 동원한 수법으로는 가축 방목을 할 만한 대규모 농가가 수원을 포함한 땅에서 오랜 세월 밭농사를 하고 있는 것처럼 속여 불하 신청을 하여 승인을 받으면, 다른 목장의 수원의 이용을 거부하여 인접 농장을 폐업으로 몰아 넣을 수 있었다.
이 당시 공유지에서 나무와 석유를 채취할 때는 정부에 의해 이용세가 부과되기 때문에 이를 방지하기 위해 해당 토지를 소유해 버리는 방법으로도 이러한 수법이 동원되었다. 한편, 금은 같은 "귀금속 광물"을 포함한 토지는 1872년 《광업법》으로 관리되었으며, 광물 채취에 의한 세금도 부과되지 않았기 때문에, 홈스테드법을 이용한 토지의 부정 취득은 그다지 의미를 가지지 못했다.
땅을 관리하는 관청은 청구자가 일정 기간 그 땅에 거주하고 필요로 하는 땅을 개간했다는 증인의 진술서를 바탕으로 그 신청 여부를 판단할 수 밖에 없었지만, 실제로 증인에게 뇌물을 주고, 청구자와 결탁하는 사례도 존재했다.